# Leon Guwara
Leon Guwara (* 28. Juni 1996 in Köln) ist ein deutsch-gambischer Fußballspieler, der aktuell bei Energie Cottbus unter Vertrag steht.

## Karriere

### Vereine
Der gelernte rechte Innenverteidiger Guwara, dessen Vater aus Gambia stammt, begann seine fußballerische Laufbahn im Alter von nur vier Jahren beim SC Schwarz-Weiß Köln, bevor er mit sieben Jahren in die Jugend des 1. FC Köln wechselte. Dort durchlief er über elf Jahre den kompletten Jugendbereich. Mit den U-17-Junioren spielte er ab 2012 in der U-17-Bundesliga West. Zur Saison 2013/14 kam er zu den U-19-Junioren und spielte mit diesen auch in der U-19-Bundesliga. Im Sommer 2014 wechselte Guwara zu Werder Bremen. Er unterschrieb einen Dreijahresvertrag und spielte ab der Saison 2014/15 für Bremens zweite Mannschaft in der Regionalliga Nord. In 25 Spielen schoss er dabei ein Tor. Nachdem er mit der Mannschaft Meister der Liga wurde und auch die beiden Aufstiegsrundenspiele gewann, spielt er seit der Saison 2015/16 in der 3. Liga. Seinen dortigen Vertrag verlängerte er im April 2016 vorzeitig bis 2019. Am 5. Februar 2016 kam er im Bundesligateam zu seinem ersten Erstligaspiel; bei der 1:5-Niederlage in Mönchengladbach wurde er über die gesamte Spielzeit eingesetzt.
Im August 2016 wurde er an den Ligakonkurrenten SV Darmstadt 98 verliehen, wo er zu 17 Einsätzen kam. Zur Saison 2017/18 wurde er für ein Jahr an den Zweitligisten 1. FC Kaiserslautern weiterverliehen. Mit dem 1. FC Kaiserslautern stieg er in die 3. Liga ab.
Zur Saison 2018/19 wechselte Guwara in die niederländische Eredivisie zum FC Utrecht, bei dem er einen Vertrag mit einer Laufzeit bis zum 30. Juni 2021 erhielt, der eine Option auf ein weiteres Jahr beinhaltet. Im Winter 2021 wurde er an den VVV-Venlo verliehen.
Im Sommer 2021 wechselte er zurück nach Deutschland und schloss sich dem Zweitligisten SSV Jahn Regensburg an.
Zur Saison 2023/24 wechselte Leon Guwara zum FC Ingolstadt 04.
Im Sommer 2025 wechselte er zu Energie Cottbus.

### Nationalmannschaft
Guwara wurde am 23. Mai 2012 erstmals für die deutsche U-16-Fußballnationalmannschaft nominiert und bestritt mit dem Team ein Freundschaftsspiel. Am 6. November 2012 gab er sein Debüt in der von Stefan Böger trainierten U-17-Nationalmannschaft. Exakt zwei Jahre und sechs Spiele später wechselte er in die von Marcus Sorg trainierte U-19-Nationalmannschaft. In drei Spielen blieb er dabei torlos. Am 7. Oktober 2015 kam er für 16 Minuten im Freundschaftsspiel der deutschen U-20-Nationalmannschaft gegen die Türkei zum Einsatz. Das Spiel gewann die Mannschaft 1:0. Sein Debüt in der U-21-Nationalmannschaft gab er am 15. November 2016 bei der 0:1-Niederlage gegen die Auswahl Polens in Tychy.
Im Juni 2021 debütierte Guwara in der gambischen A-Nationalmannschaft und bestritt mit ihr bis zum Jahresende fünf Spiele, wurde dort anschließend jedoch bisher nicht mehr nominiert.